# Geltendorf (stacja kolejowa)
Geltendorf – stacja kolejowa w Geltendorf, w kraju związkowym Bawaria, w Niemczech. Stacja posiada 3 perony.